# Derotmema haydeni
Derotmema haydeni är en insektsart som först beskrevs av Thomas, C. 1872.  Derotmema haydeni ingår i släktet Derotmema och familjen gräshoppor. Inga underarter finns listade i Catalogue of Life.